# Arbuthnot
Arbuthnot ist ein schottischer Familienname. Namensgebend sind der Ort Arbuthnott (schottisch-gälisch Obar Bhuadhnait, „Mündung des Buadhnat“) in Nordostschottland und der schottische Clan Arbuthnott. Viscount of Arbuthnott ist ein Titel der Peerage of Scotland, der 1641 erstmals vergeben wurde.

## Namensträger
- Alexander Arbuthnot (1538–1583), schottischer Theologe und Dichter
- Charles Arbuthnot (1767–1850), britischer Politiker
- Forster Fitzgerald Arbuthnot (1833–1901), britischer Orientalist und Übersetzer
- James Arbuthnot, Baron Arbuthnot of Edrom (* 1952), britischer Politiker der Konservativen Partei
- John Arbuthnot (1667–1735), schottischer Arzt, Mathematiker und Schriftsteller
- Harriet Arbuthnot (1793–1834), britische Tagebuchschreiberin
- Larry Arbuthnot (* 1947), kanadischer Ruderer
- Malcolm Arbuthnot (1877–1967), britischer Fotograf, Bildhauer und Maler
- Marriot Arbuthnot (1711–1794), britischer Admiral und Gouverneur
- P. Benedict Arbuthnot (1737–1820), schottischer Physiker
- Robert Arbuthnot (1864–1916), britischer Konteradmiral